# Les Gangsters de l'expo

Les Gangsters de l'expo est une comédie policière belge réalisée par Émile-Georges De Meyst en 1937.

## Synopsis
Les époux Meulemans, commerçants bruxellois viennent à Paris avec leur fils Arthur visiter l'exposition universelle. Ils font la connaissance des Barberoux, un couple de Marseillais accompagné de leur fille. Olive Barberoux se vante d'avoir sur lui le montant de son gain à la loterie nationale : 250.000 Francs. Un escroc aidé de Gaby, une belle aventurière, va tenter de s'emparer de cet argent.

## Fiche technique
- Réalisation : Émile-Georges De Meyst
- Scénario : Reno Barcker
- Producteur associé : Émile Buhot
- Musique : Géo Falcq et Colleoni
- Métrage : 72 minutes
- Date de sortie : 
  - Belgique : 1937

## Distribution
- Francis Dupret	: Arthur Meulemans
- Georges Keppens	: Monsieur Meulemans
- Georgette Méry	: Madame Meulemans
- Charblay : Olive Barbaroux, le marseillais
- Milly Mathis : Angèle Barbaroux
- Christiane Delyne : Gaby l'aventurière
- Anthony Gildès : Monsieur le Duc
- Betty Hoop (du concert Mayol) : Une danseuse
- René Alié
- Mary Annaix
- Georges Bever
- Lily Carmita
- Jane Clément
- Loulou Girardo
- René Herdé
- Louis Marie
- Robert Rips

## Autour du film
- Les séquences du film sont entrecoupées de longs plans documentaires filmés à l'intérieur de l'exposition universelle de 1937 à Paris.